# Поста (Виченца)
Поста је насеље у Италији у округу Виченца, региону Венето.
Према процени из 2011. у насељу је живело 31 становника. Насеље се налази на надморској висини од 460 м.